# Friedrich Joloff
Friedrich Joloff, eredetileg Friedrich Jolowicz (Berlin, 1908. december 14. – Verden an der Aller; Alsó-Szászország, 1988. január 4.) német színész, szinkronszínész. Magyarországon ismert szerepe Villa ezredes az 1966-os Orion űrhajó tévésorozatban.

## Élete
Friedrich Jolowicz néven született Berlinben, lengyel bevándorló család gyermekeként. 1925–27 között elvégezte a Berlini Német Színház (Deutsches Theater Berlin) színésziskoláját. 1927 márciusában e színházban debütált Gina Kaus Toni című darabjában. Hitler hatalomra jutása után, 1933-ban a „nem-árja” származásúakat eltiltották a színészi mesterség gyakorlásától, emiatt Joloffot elbocsátották a Német Szinház társulatától. Olaszországba költözött. A második világháború kitörésekor katonai szolgálatra hívták be.
Túlélte a háborút, 1947-től ismét színészként dolgozott berlini és nyugat-németországi színházakban. Klaus Kinskihez és Jan Hendrikshez hasonlóan tagja lett Alexander Kropotkin berlini művészeti szalonjának. Az 1950-es évektől számos kisebb-nagyobb filmszerepet is kapott. Veit Harlan rendező 1957-es filmjében, az Anders als du und ich („Más, mint te és én”) című filmdrámájában Boris Winklert, egy homoszexuális művészettörténész tanárt testesített meg, akinek a történet végén sikerül Olaszországba menekülnie és bosszút állnia a nőn, aki feljelentette. A Német Szövetségi Köztársaságban a film eredeti változatát, amely ezt a fordulatot tartalmazta, nem mutatták be.
Az 1960-as években elsősorban a televízióban volt látható. Legsikeresebb szerepeiben egymáshoz valamelyest hasonló, kiismerhetetlen, nyugtalanító személyiségeket formált meg kiválóan. A felügyelő (Der Komissar) és a Derrick krimisorozatokban kapott mellékszerepek után az 1966-os Őrjárat a kozmoszban – Az Orion űrhajó fantasztikus kalandjai (Raumpatrouille) science-fiction sorozatban állandó szerepet kapott. Henryk Villa ezredes, az Űrbiztonsági Szolgálat vezetőjeként ő delegálta Tamara Jagellowsk hadnagyot (Eva Pflug) a renitens McLane kapitány (Dietmar Schönherr) figyelésére. A szerep világszerte ismertséget szerzett Joloffnak. A sorozatot a Magyar Televízió 1968-ban mutatta be, Joloff magyar hangját az eredeti szinkronban Somogyvári Rudolf, a 2003-as új szinkronban Szokolay Ottó adta. Több Edgar Wallace-regény megfilmesített változatában szerepelt, így a Die Tür mit den 7 Schlössern („Ajtó hét lakattal”), a Tim Frazer-sorozat epizódjaiban (1963). Filmjeinek zöme azonban nem jutott el a magyar mozikba, sem a Magyar Televízióba.
Karakteres hangja révén Joloff keresett szinkronszínész is volt. Az ő hangján szólalt meg pl. Joseph Wiseman a James Bond-sorozat Dr. No filmjének címszerepében; Vittorio Gassman a Keserű rizs-ben, James Mason az 1953-as Julius Caesar-ban, mint Brutus, az 1959-es Utazás a Föld középpontja felé c. kalandfilmben és a Lord Jim-ben (1965). Hangját adta Orson Wellesnek, A harmadik ember főszereplőjének (Harry Lime-nak), a film 1949-es németre szinkronizált változatában. További, említést érdemlő szinkronszerepei Duncan Lamont (Ben Hur), Henry Daniell (Kaméliás hölgy, rendezte George Cukor, második német szinkron) és Vincent Price (Az arc nélküli ember).
Már 1947-től kezdve gyakran szerepelt német hangjátékok fő- és mellékszereplőjeként. Irodalmi feldolgozásokat készített a rádiók irodalmi stúdiói számára, és ő maga is rendezett rádiójátékokat. Magánéletéről nem találhatók nyomtatott források.
Életének utolsó éveit idősek otthonában töltötte, az alsó-szászországi Martfeld község Kleinenborstel nevű részén. 1988-ban hunyt el a verdeni kórházban. A martfeldi temetőben nyugszik.

## Magyarországon bemutatott filmjei
- 1961: Malachiás csodája (Das Wunder des Malachias) banktisztviselő
- 1966: Őrjárat a kozmoszban – Az Orion űrhajó fantasztikus kalandjai (Raumpatrouille), tv-sorozat, Villa ezredes
- 1970: A felügyelő (Der Komissar), tévés krimisorozat, egy epizódban, Herr Ahlsen
- 1975: Derrick tévés krimisorozat, egy epizódban, Herr Schepka
- 2003: Orion űrhajó – A visszatérés, moziváltozat (Raumpatrouille Orion – Rücksturz ins Kino), posztumusz bemutatás, archív felvételekkel.

## További információ
- Friedrich Joloff az Internetes Szinkronadatbázisban (magyarul)
- Friedrich Joloff az Internet Movie Database-ben (angolul)
- Friedrich Joloff a Rotten Tomatoeson (angolul)
- Friedrich Joloff az AlloCiné weboldalán (franciául)
- Friedrich Joloff Profile. Famousfix.com. (Hozzáférés: 2023. január 18.)